# Sun Ke
Sun Ke (孫可T, 孙可S, Sūn KěP; Xuzhou, 26 agosto 1989) è un calciatore cinese, attaccante svincolato e della nazionale cinese.

## Carriera

### Club
Ha sempre giocato nel campionato cinese.

### Nazionale
Ha esordito in nazionale nel 2013.

## Palmarès

### Club

#### Competizioni nazionali
- Supercoppa di Cina: 1

Jiangsu Suning: 2013
- Coppa di Cina: 1

Jiangsu Suning: 2015